# Eremomela de Salvadori
L'eremomela de Salvadori (Eremomela salvadorii) és una espècie d'ocell passeriforme que pertany a la família Cisticolidae originària de l'Àfrica central. El nom commemora l'ornitòleg italià Tommaso Salvadori. Abans es considerava una subespècie d'eremomela ventregroga (Eremomela icteropygialis).

## Distribució i hàbitat
Es troba a l'Àfrica central, distribuït per Gabon, República Democràtica del Congo, Angola i Zàmbia.
L'hàbitat natural són els boscos secs tropicals i les sabanes.